# East Ellijay
East Ellijay è un comune degli Stati Uniti d'America, situato nello Stato della Georgia, nella contea di Gilmer.